# Gina Philips
Gina Philips (* 10. Mai 1970 in Miami Beach, Florida; gebürtig Gina Consolo) ist eine US-amerikanische Schauspielerin und Filmproduzentin.

## Leben und Leistungen
Philips studierte an der University of Pennsylvania, brach jedoch ihr Studium kurz vor dem Abschluss ab. Sie debütierte als Schauspielerin in einer Folge der Fernsehserie Unser lautes Heim aus dem Jahr 1992. Im Thriller Ermordet am 16. Juli (1993) spielte sie an der Seite von Ally Walker und Martin Sheen eine kleine Nebenrolle. Im Independent-Musical Rave, Dancing to a Different Beat (1994) war sie in einer der größeren Rollen zu sehen, eine größere Rolle übernahm sie auch im Filmdrama Zeit der Bewährung (1995). Im Fernsehthriller Angriff der Killerbienen (1995) trat sie neben Ryan Phillippe auf.
Im für das Fernsehen produzierte Krimidrama Bella Mafia (1997) spielte Philips neben Vanessa Redgrave, Dennis Farina, Nastassja Kinski, Jennifer Tilly, Illeana Douglas und James Marsden. In den Jahren 1999 bis 2000 spielte sie in der Fernsehserie Ally McBeal die Rolle von Sandy Hingle. Im Horrorfilm Jeepers Creepers (2001) übernahm sie neben dem ihren Bruder verkörpernden Justin Long eine der Hauptrollen.
Im Kurzfilm Something More (2003) spielte Philips an der Seite von Tony Shalhoub und Jeremy Sisto; außerdem war sie als Produzentin tätig. In der von ihr produzierten Komödie Thanks to Gravity (2006) spielte sie die Hauptrolle.

## Filmografie (Auswahl)

### Als Schauspielerin
- 1992: Unser lautes Heim (Growing Pains, Fernsehserie, 1 Folge)
- 1993: Blossom (Fernsehserie, 1 Folge)
- 1993: Ermordet am 16. Juli (When the Bough Breaks)
- 1993: Star Trek: Deep Space Nine (Fernsehserie, Folge Die Legende von Dal'Rok)
- 1993: Rave, Dancing to a Different Beat
- 1993: Palm Beach-Duo (Silk Stalkings, Fernsehserie, 1 Folge)
- 1994: Hölle auf Erden – Der Fall Laurie Kellogg (Lies of the Heart: The Story of Laurie Kellogg, Fernsehfilm)
- 1995: Zeit der Bewährung (Breaking Free)
- 1995: Angriff der Killerbienen (Deadly Invasion: The Killer Bee Nightmare, Fernsehfilm)
- 1995: No Greater Love (Fernsehfilm)
- 1996: Schläge ins Herz (Unforgivable, Fernsehfilm)
- 1996: Der teuflische Liebhaber (Her Costly Affair, Fernsehfilm)
- 1996: Dark Skies – Tödliche Bedrohung (Dark Skies, Fernsehserie, 1 Folge)
- 1996: Sliders – Das Tor in eine fremde Dimension (Sliders, Fernsehserie, 1 Folge)
- 1997: Bella Mafia (Fernsehfilm)
- 1998: Telling You
- 1998: Wachgeküßt (Living Out Loud)
- 1998: Seven Days – Das Tor zur Zeit (Seven Days, Fernsehserie, 1 Folge)
- 1999–2000: Ally McBeal (Fernsehserie, 10 Folgen)
- 2001: Zerrissenes Glück (Nailed)
- 2001: Boston Public (Fernsehserie, 5 Folgen)
- 2001: Jeepers Creepers – Es ist angerichtet (Jeepers Creepers)
- 2002: Emergency Room – Die Notaufnahme (ER, Fernsehserie, 1 Folge)
- 2002: The Anarchist Cookbook
- 2002: CSI: Vegas (CSI: Crime Scene Investigation, Fernsehserie, 1 Folge)
- 2003: Something More (Kurzfilm)
- 2004: Sam & Joe
- 2004: Dead & Breakfast
- 2006: Thanks to Gravity
- 2006: Dark Memories (Ring Around the Rosi, Fernsehserie, 1 Folge)
- 2007: Medium – Nichts bleibt verborgen (Medium, Fernsehserie, 1 Folge)
- 2007: Monk (Fernsehserie, 1 Folge)
- 2008: The Sick House
- 2010: CSI: NY (Fernsehserie, 1 Folge)
- 2012: Hijacked
- 2012: Chained
- 2017: Jeepers Creepers 3
- 2019: Doom: Die Vernichtung (Doom: Annihilation, Stimme im Original)

### Als Filmproduzentin
- 2003: Something More
- 2006: Thanks to Gravity